# Métacraton du Sahara

Le supercontinent Pannotia, il y a 570 Ma.

Carte géologique simplifiée (en italien) représentant les principaux cratons africains.

Le métacraton du Sahara est un terme employé par certains géologues pour désigner une large zone de la croûte continentale de la partie centrale du nord de l'Afrique. Tandis que le terme craton désigne une partie ancienne et stable de la lithosphère, le terme « métacraton » désigne un craton qui a été concerné par un événement orogénique mais dont les caractéristiques originelles sont encore identifiables. La géologie du continent n'a été que partiellement explorée, et d'autres noms ont été utilisés pour décrire la zone, chacun exprimant différents points de vue quant à sa nature et son extension. On trouve ainsi « craton du Nil » ou « craton nilotique » (Rocci, 1965), « craton du Sahara-Congo » (Kröner, 1977), « craton est-saharien » (Bertrand et Caby, 1978), « craton fantôme du Sahara central » ou « métacraton du Sahara central » (Black et Liégeois, 1993). Le dernier terme renvoie au fait que les roches les plus anciennes sont presque complètement recouvertes de sédiments et de sable du désert, rendant l'analyse géologique difficile.

## Extension
Le métacraton couvre une surface d'environ 5 millions de km2. Il se situe entre le bouclier touarègue à l'ouest, le craton du Congo au sud, le bouclier arabo-nubien à l'est et la côte nord du continent. La limite sud n'est pas précisément définie, mais on considère qu'elle court le long du bord septentrional de la ceinture orogénique oubanguide, au sud-est, et de la zone de cisaillement d'Aswa, plus à l'est. Il sous-tend le sud de l'Égypte et de la Libye, le nord du Kenya, de l'Ouganda et de la République démocratique du Congo, la République centrafricaine, le Cameroun et l'est du Nigeria et du Tchad.

## Chronologie

Le métacraton du Sahara et les régions avoisinantes.

Le craton s'est sans doute formé durant une période de croissance crustale accélérée entre 3 et 2 Ga. Les roches les plus anciennes d'Égypte datent d'environ 2,7 Ga. Celles du sud de la Libye et de l'est du Tchad, entre 2,9 et 2,6 Ga. Certains géologues situent un épisode de fracturation entre 1,2 et 0,95 Ga.
L'orogenèse panafricaine vit les cratons qui constituaient le supercontinent Rodinia se réarranger complètement, formant le nouveau supercontinent appelé Gondwana, vers 500 Ma[source insuffisante]. L'océan Pharusia, qui séparait le craton d'Afrique de l'Ouest du craton du Sahara il y a 800 Ma, commença à se fermer vers 730 Ma et, vers 635 Ma les deux cratons entrèrent en collision, causant un vaste réaménagement du sous-sol du craton du Sahara. Ce dernier a peut-être été déstructuré voire « océanisé » durant l'épisode panafricain. À la fin de cette période, il s'était étendu et des fractures apparurent. Aux alentours de 500 Ma le craton du Sahara s'assembla avec le craton du Congo durant la phase finale de constitution du Gondwana. Le Gondwana se fendit par la suite mais la plaque africaine, elle, resta intacte.
Une théorie alternative concernant l'évolution de la zone consiste à soutenir que le craton du Nil, dans le sud de la Libye et l'est du Tchad, vu comme un prolongement du craton du Congo, resta intact durant la fracturation de la Rodinia entre 1 et 0,7 Ga ainsi que pendant l'épisode panafricain ultérieur. Dans ce scénario, une partie du craton, située aujourd'hui dans le massif du Hoggar, datant de la fin du Protérozoïque et appelée « craton est-saharien », se serait rapprochée du « craton du Nil » dont elle était éloignée à l'origine, et les deux se seraient rejoints durant l'épisode panafricain.
L'hypothèse simplifiée est que le craton est un assemblage de blocs microcontinentaux de différentes origines rassemblés durant l'orogenèse panafricaine.